# 加藤なぎさ
加藤 なぎさ（1979年8月〜）は、福岡県久留米市出身の起業家で、株式会社エレグランス 代表取締役。2児の母。
ライフワークとして、地元公立小学校PTA会長を3期務め、2023年からは明治神宮外苑を子どもたちの未来につなぐ有志の会 代表として様々なメディアで明治神宮外苑の再開発について住民説明会を求める活動を行う。

## 新聞 ・雑誌
- 日本経済新聞web版
- 日経MJ
- 朝日新聞
- 東京新聞
- 繊研新聞
- 東洋経済誌-2019年注目起業家特集
- aneCan
- JJ
- 美人百花

他多数

## テレビ出演
- フジテレビにじいろジーン-輝く女の人生劇場
- テレビ東京ワールドビジネスサテライトートレンドたまご
- NHKあさイチーココナッツオイル特集
- TBSいっぷくーぎょうざ特集
- 日本テレビZIP!ー恵方巻き特集
- フジテレビポップUP!ーTHEサクセスハウス